# 大島竜珉
大島 竜珉（おおしま りゅうみん、1951年 - ）は、日本の右翼活動家。日本皇民党総裁。民族主義者。徳島県出身。本名は漕野 通雄（こぎの みちお）。

## 経歴
10代後半に大阪で稲本虎翁と知り合い、以後同人に師事。1972年、稲本と共に日本皇民党を結成し、総隊長に就任。1991年、総裁稲本の死去に伴って日本皇民党総裁を継承。
2013年より、「社会の不条理を糾す会」の代表世話人となる。会の事務局長は正氣塾副長の若島和美。
2023年10月11日、トラブル解決料名目で知人から現金を脅し取ろうとしたとして、党ナンバー2の本部長と共に恐喝未遂容疑で逮捕された。